# ریموند (کامیونیتی)، ویسکانسین
ریموند (به انگلیسی: Raymond) یک منطقهٔ مسکونی در ایالات متحده آمریکا است که در ریموند واقع شده‌است. ریموند ۲۲۷٫۰۸ متر بالاتر از سطح دریا قرار دارد.